# Les coristes (Gutiérrez Solana)
Les coristes és una pintura (oli sobre tela) de 161 × 212 cm realitzada per José Gutiérrez Solana a Madrid cap al 1925, la qual es troba al Museu Nacional d'Art de Catalunya.

## Context històric i artístic
Solana, considerat un dels artistes més rellevants de la pintura espanyola moderna, va ésser un home de personalitat complexa, obsessionat per la mort i la destrucció, creador d'un món molt personal i de gran riquesa expressiva que es reflecteix en la seua pintura i en la seua obra literària. La publicació del seu llibre La España Negra el 1921 va posar de manifest la seua mirada crítica, absolutament goyesca, sobre un país que considerava sòrdid i grotesc. No és estrany, doncs, que els cementiris, la mort (El rapte de sant Ignasi), les processons religioses, el patetisme de les curses de braus (El pati de cavalls), les escenes de la vida de la gent de teatre (Les coristes), la vida dels treballadors humils (La tornada de la pesca), les prostitutes, els personatges esperpèntics i la seua pròpia col·lecció d'objectes tan diversos com màscares, maniquins, ossos i calaveres, esdevinguessin material de referència per a la seua obra pictòrica.
Fou una adquisició a l'Exposició Internacional de Barcelona (1929) i ingressada al fons del Museu el 1931 (el seu número del catàleg és el 11071).

## Descripció
Les coristes (versió definitiva d'una altra obra amb el mateix títol que Solana va pintar l'any 1915) mostra la decrepitud i la misèria que apareixen en bona part de la seua obra pictòrica, plasmades amb el llenguatge artístic sobri i contundent que el pintor va adoptar per a potenciar un expressionisme profund i grotesc. L'escena bigarrada, en la qual predomina el color negre amb alguns elements d'un vermell viu i estrident, descriu la vida quotidiana d'unes dones decrèpites que formen part de l'univers personal de Solana, un artista extraordinari que va pintar amb gran lucidesa el que ell entreveia darrere la realitat.